# Élections législatives anguillaises de 2020
Les élections législatives anguillaises de 2020 ont lieu le 29 juin 2020 afin de renouveler l'intégralité de l'assemblée de l'île d'Anguilla, territoire d'outre-mer du Royaume-Uni. Il s'agit des premières élections depuis un amendement de la constitution ayant mis fin à l'existence de membres nommés. 
Le scrutin est une défaite sévère pour le Premier ministre Victor Banks, qui échoue à se faire réélire et voit son parti, le Front uni d'Anguilla, perdre sa majorité absolue des sièges au profit du Mouvement progressiste d'Anguilla, dirigé par le nouveau Premier ministre Ellis Webster.

## Contexte

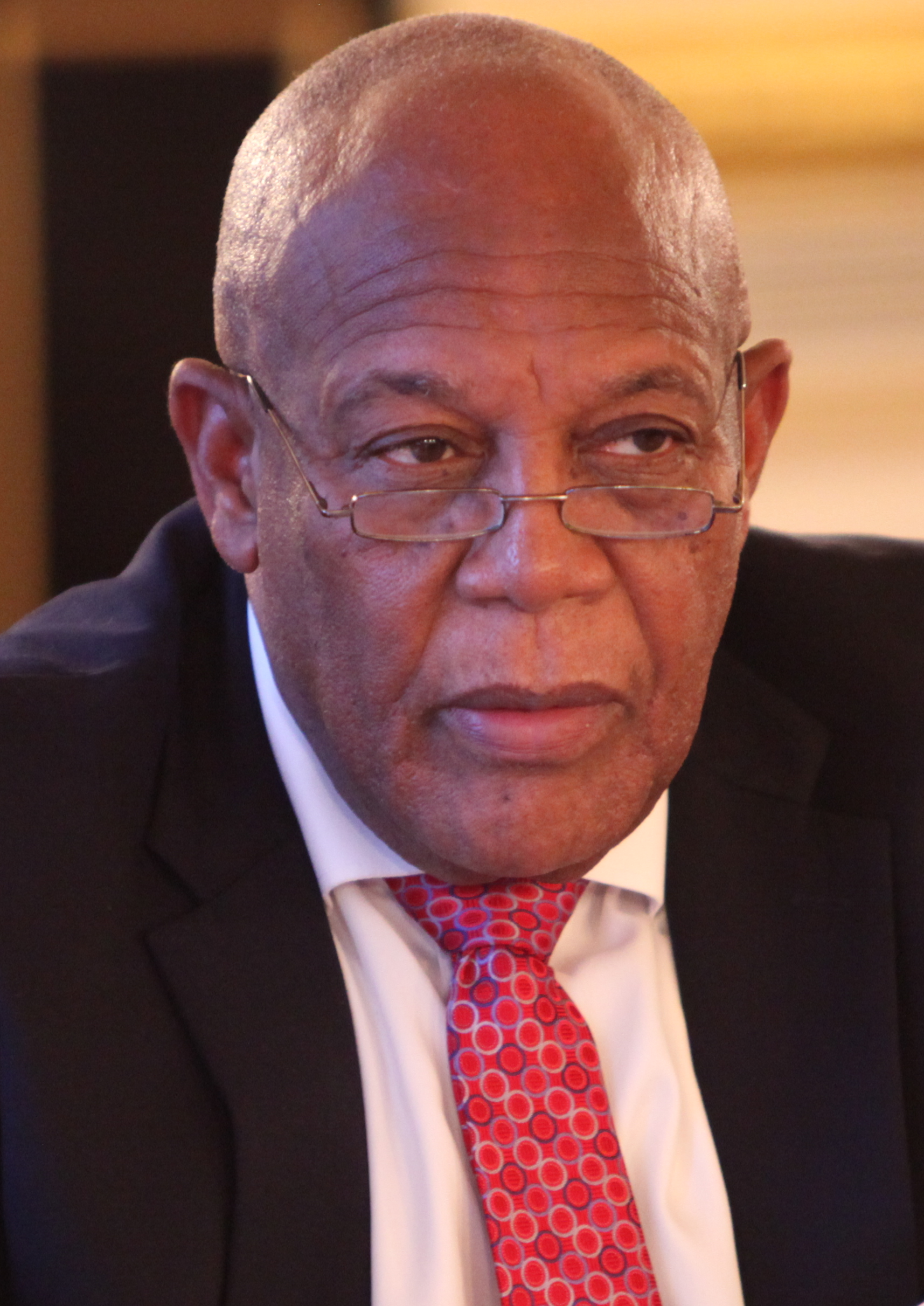
Le Premier ministre Victor Banks.

Les législatives d'avril 2015 donnent lieu à une alternance, le Mouvement uni d'Anguilla au pouvoir perdant la totalité de ses sièges au profit du Front uni d'Anguilla (AUF), qui décroche six des sept sièges élus au scrutin direct. Victor Banks (AUF) remplace Hubert Hughes au poste de Premier ministre d'Anguilla .
Formation historique du système bipartisan d'Anguilla, le Mouvement uni d'Anguilla procède en 2019 à une refonte interne afin de se relever de son importante défaite. Il change ainsi notamment de nom pour devenir le Mouvement progressiste d'Anguilla (APM).
Les législatives de 2020 sont les premières depuis une réforme électorale votée deux ans plus tôt ayant mis fin à l'existence de députés nommés au sein de l'assemblée. Sur les onze députés composant précédemment l'assemblée, deux étaient ainsi nommés par le gouverneur d'anguilla.
Les élections sont initialement prévues pour le mois d'avril avec une date maximale possible au 11 juillet, avant que cette limite ne soit repoussée au 11 septembre au plus tard par un vote de l'assemblée en raison de la progression de la Pandémie de Covid-19 dans le pays,. La décision, qui fait l'objet d'un consensus entre la majorité et l'opposition, est approuvée par le Gouverneur Tim Foy, qui n'exclut pas une extension du délai si besoin,,. Le recours à ce délai supplémentaire n'est cependant pas utilisé au vu de la diminution du nombre de cas, et le scrutin est finalement fixé au 29 juin.

## Système politique et électoral
Anguilla est un territoire d'outre-mer du Royaume-Uni situé dans l'atlantique nord et organisé sous la forme d'une monarchie parlementaire. Les îles font partie de la Couronne britannique, et la reine du Royaume-Uni Élisabeth II en est nominalement chef de l'État, représenté par un gouverneur. Ce dernier nomme Premier ministre le chef de la majorité à l'assemblée. Les élections de 2020 sont par ailleurs les premières organisées depuis le changement de nom du chef du gouvernement. Jusqu'en 2019, celui ci portait le titre de Ministre en chef d'Anguilla (Chief Minister of Anguilla), avant qu'un amendement constitutionnel entré en vigueur le 14 mai ne lui donne son nom actuel.
Son parlement unicaméral, l'assemblée d'Anguilla, est composée de 13 sièges renouvelés tous les cinq ans dont 7 pourvus au scrutin majoritaire uninominal à un tour dans autant de circonscriptions et 4 au vote unique non transférable dans une unique circonscription couvrant l'ensemble du territoire. L'électeur dispose de deux voix qu'il attribue à un candidat de sa circonscription et à un autre de celle territoriale. Dans les deux cas, le ou les candidats ayant recueilli le plus de voix remporte le nombre de sièges à pourvoir. Enfin, deux autres sièges sont réservés ex officio au président de la chambre et au Procureur général s'ils n'en sont pas déjà membres, ce qui est le plus souvent le cas,.
Les électeurs obtiennent le droit de vote à dix huit ans, et doivent être âgés d'au moins vingt et un an pour pouvoir se porter candidats.

## Campagne
Le Front uni d'Anguilla au pouvoir tout comme le Mouvement progressiste d'Anguilla participent au scrutin en présentant chacun onze candidats,. Dix autres candidats indépendants sont également en lice, dont sept dans la circonscription territoriale.

## Résultats
Chaque électeur étant doté d'une voix dans sa circonscription ainsi que de quatre autres à répartir sur les candidats de la circonscription territoriale unique, le total des voix dans cette dernière est largement supérieur au nombre de votants. 
|                        |                                         |                  |                  |                  |            |            |            |       |               |  |  |  |  |  |
| Partis                 | Partis                                  | Circonscriptions | Circonscriptions | Circonscriptions | Territoire | Territoire | Territoire | Total | +/-           |  |  |  |  |  |
| Partis                 | Partis                                  | Voix             | %                | Sièges           | Voix       | %          | Sièges     | Total | +/-           |  |  |  |  |  |
|                        | Mouvement progressiste d'Anguilla (APM) | 3 689            | 51,32            | 4                | 11 971     | 42,80      | 3          | 7     | 7             |  |  |  |  |  |
|                        | Front uni d'Anguilla (AUF)              | 3 170            | 44,11            | 3                | 9 820      | 35,11      | 1          | 4     | 2             |  |  |  |  |  |
|                        | Indépendants                            | 328              | 4,56             | 0                | 6 181      | 22,10      | 0          | 0     | 1             |  |  |  |  |  |
|                        | Membres ex-officio                      |                  |                  |                  |            |            |            | 2     | en stagnation |  |  |  |  |  |
|                        |                                         |                  |                  |                  |            |            |            |       |               |  |  |  |  |  |
| Votes valides          | Votes valides                           | 7 187            | 98,55            |                  |            |            |            |       |               |  |  |  |  |  |
| Votes blancs et nuls   | Votes blancs et nuls                    | 106              | 1,45             |                  |            |            |            |       |               |  |  |  |  |  |
| Total                  | Total                                   | 7 293            | 100              | 7                | 27 972     | 100        | 4          | 13    | en stagnation |  |  |  |  |  |
| Abstention             | Abstention                              | 4 658            | 38,98            |                  |            |            |            |       |               |  |  |  |  |  |
| Inscrits/Participation | Inscrits/Participation                  | 11 951           | 61,02            |                  |            |            |            |       |               |  |  |  |  |  |

## Analyse et conséquences

Résultats par circonscriptions.

Le scrutin est organisé à l'aide d'un nouveau système de cartes d'électeurs et de bornes électroniques, qui permettent un dépouillement plus rapide qu'à l'accoutumée.
Les élections voient la défaite du Front uni d'Anguilla (AUF), qui perd la majorité absolue au profit du Mouvement progressiste d'Anguilla (APM), qui remporte sept sièges sur onze. Le Premier ministre sortant Victor Banks, âgé de 72 ans, est notamment battu dans sa circonscription par Dee-Ann Kentish-Rogers, Miss Univers Grande-Bretagne, âgée de 27 ans.
Les résultats amènent à la situation opposée de celle de 2015, où l'AUF l'avait emportée sur l'APM. Ce dernier récolte les fruits d'un changement complet de son image, de son nom et de ses dirigeants, permettant à son nouveau chef Ellis Webster d'accéder le 30 juin au poste de Premier Ministre.